# Szathmárnémethi Mihály (tanár)
Szathmárnémethi Mihály, névváltozat: Szathmár-Németi (Szatmárnémeti, 1667 körül – Kolozsvár, 1709. szeptember 28.) református tanár.

## Életútja
1667 körül született Szatmárnémetiben, ahol tanulni is kezdett. 1683-ban Kolozsvárra ment tanulmányainak folytatására, ahol azok befejeztével pár évig köztanítóságot viselt a kollégiumban. Innét 1691 végén-1692 elején külföldre ment és a franekeri egyetemre iratkozott be, melyről 1694 szeptemberében indult haza. 1695-ben előbb Erdély kormányzójának, gr. Bánffy Györgynek lett udvari papja. 1696 első felében pedig a kolozsvári kollégium bölcseleti és bibliai nyelvészet tanszékét foglalta el, melyen haláláig működött.

## Munkái
- De Seculo Futuro Franekerae, 1692.
- Monumentum Vitae & Mortis... Gregorii de Bethlen... Consortis... Mariae Thoroczkai. Claudiopoli, 1698. (Gyászversek).
- Halotti beszéd Tótfalusi Kis Miklós felett. Uo. 1702. (Többek beszédeivel együtt).

Írt üdvözlő verseket Wecsei Györgyhöz és Vásárhelyi Istvánhoz (1692).